# Vitbukig skogsjuvel
Vitbukig skogsjuvel (Chaetocercus mulsant) är en fågel i familjen kolibrier.

## Utbredning och systematik
Fågeln förekommer i Anderna från Colombia till västra Bolivia (Cochabamba). Den behandlas som monotypisk, det vill säga att den inte delas in i några underarter.

## Status
IUCN kategoriserar arten som livskraftig.